# Paraphauloppia gracilis
Paraphauloppia gracilis är en kvalsterart som först beskrevs av Hammer 1958.  Paraphauloppia gracilis ingår i släktet Paraphauloppia och familjen Oribatulidae. Inga underarter finns listade i Catalogue of Life.